# Matèria fosca bariònica
La matèria fosca bariònica és la matèria fosca composta per barions, com són per exemple els protons i els neutrons i, en general, qualsevol classe de matèria fosca que contingui barions i altres partícules lligades a ells. Els candidats a matèria fosca bariónica són els gasos no lluminosos, els objectes compactes i massius dels halos galàctics (MACHO) i les nanes marrons.
La quantitat total de matèria fosca bariônica pot ser calculada a partir de la nucleosíntesi del big-bang, i les observacions del fons de microones còsmiques. Ambdues indiquen que la quantitat d'aquesta matèria és molt menor que la quantitat total de matèria fosca.
En el cas de la nucleosíntesi, el problema és que una gran quantitat de matèria normal significa un univers jove molt dens, és a dir, una conversió eficient de matèria a heli-4 i menys deuteri restant. Si assumim que tota la matèria fosca de l'univers està formada per barions, llavors hi ha moltíssim més deuteri en l'univers. Això pot resoldre's si hi hagués alguna manera de generar deuteri, però s'han realitzat grans esforços des dels anys 70 amb resultat negatiu, generalitzant la idea que no pot crear-se aquest element.